# Monroe (Geòrgia)
Monroe és una població dels Estats Units a l'estat de Geòrgia. Segons el cens del 2000 tenia 13.381 habitants.

## Demografia
Segons el cens del 2000, Monroe tenia 11.407 habitants, 4.287 habitatges, i 2.983 famílies. La densitat de població era de 425,1 habitants/km².
Dels 4.287 habitatges en un 33,9% hi vivien nens de menys de 18 anys, en un 39,2% hi vivien parelles casades, en un 25,7% dones solteres, i en un 30,4% no eren unitats familiars. En el 25,7% dels habitatges hi vivien persones soles el 10,4% de les quals corresponia a persones de 65 anys o més que vivien soles. El nombre mitjà de persones vivint en cada habitatge era de 2,59 i el nombre mitjà de persones que vivien en cada família era de 3,07.
Per edats la població es repartia de la següent manera: un 28,7% tenia menys de 18 anys, un 10,7% entre 18 i 24, un 28,6% entre 25 i 44, un 19,2% de 45 a 60 i un 12,8% 65 anys o més.
L'edat mediana era de 32 anys. Per cada 100 dones de 18 o més anys hi havia 80,1 homes.
La renda mediana per habitatge era de 27.500 $ i la renda mediana per família de 31.568 $. Els homes tenien una renda mediana de 30.717 $ mentre que les dones 23.028 $. La renda per capita de la població era de 14.823 $. Entorn del 19,8% de les famílies i el 22,9% de la població estaven per davall del llindar de pobresa.

## Poblacions properes
El següent diagrama mostra les poblacions més properes.